# Jessica Thomas
Jessica Lauren Thomas (Gainesville, 27 ottobre 1994) è una cestista statunitense naturalizzata camerunese.

## Carriera
Con il Camerun ha disputato i Campionati africani del 2023 e del 2025.